# Ascarididae
Ascarididae is een familie van vrij lange parasitaire rondwormen (Nematoden) die voorkomen in de darmen van een groot aantal soorten gewervelde dieren. De taxonomie is sterk onderhevig aan veranderingen. De lijst met geslachten is ontleend aan Anderson (2000).

## Geslachten
- Amplicaecum
- Angusticaecum
- Ascaris (onder andere spoelworm)
- Baylisascaris (onder andere B. procyonis bij wasberen)
- Crossophorus
- Dujardinascaris
- Hexametra
- Hysterothylacium[2]
- Lagaochilascaris
- Ophidascaris
- Parascaris
- Polydelphis
- Seuratascaris
- Toxascaris (T. leonina een soort spoelworm bij katachtigen)
- Toxocara (onder andere T. canis en T. cati spoelwormen die voorkomen bij katten en honden)
- Travassoascaris